# یولیا مایارکوک
یولیا مایارکوک (اوکراینی: Ю́лія Маярчу́к؛ زادهٔ ۲۰ آوریل ۱۹۷۷) هنرپیشه اوکراینی است.
وی در فیلم لغزش‌ها (۲۰۰۰) به کارگردانی تینتو براس نقش اصلی را ایفا نمود. از دیگر کارهای او می‌توان به بازی در فیلم چهره پیکاسو و سریال دروازه سرخ اشاره کرد.